# 杰定寺
杰定寺，位于西藏自治区拉萨市墨竹工卡县扎西岗乡恰日多村杰定自然村，是一座藏传佛教寺院。

## 简介
杰定寺位于西藏自治区拉萨市墨竹工卡县。为藏传佛教寺院。
2012年，该寺的僧人旦增平措被评为西藏自治区爱国守法先进僧尼。